# 专制君主 (宫廷头衔)

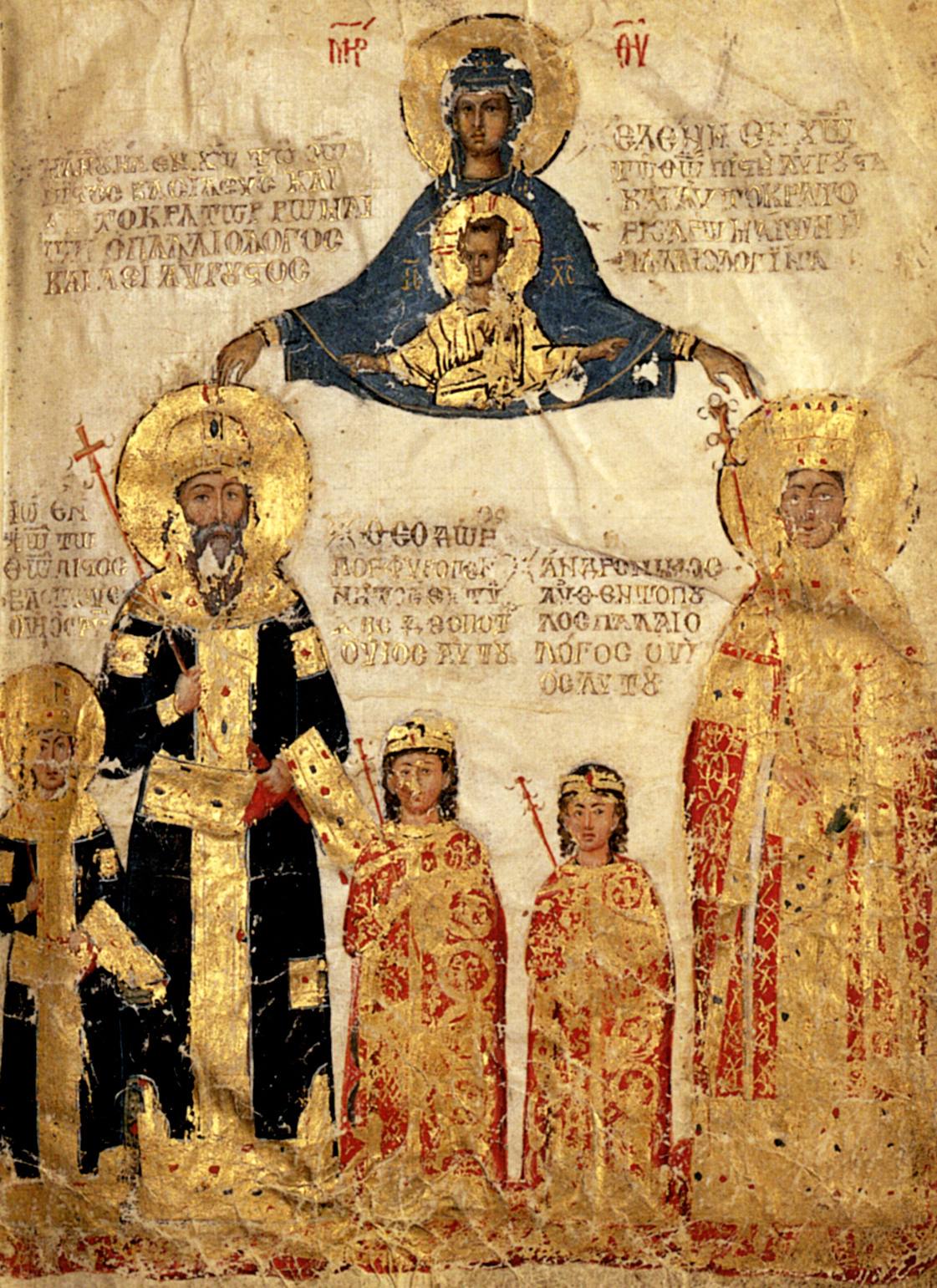
拜占庭皇帝曼努埃尔二世与皇后海伦娜·德拉加什（右）及三位皇子：长子、共治皇帝约翰八世，专制君主安德洛尼卡与狄奥多尔

专制君主（ 希臘語：δεσπότης，拉丁化：despótēs）是拜占庭帝国的宫廷头衔，最初仅授予皇位继承人，后来也授予其他皇子或驸马。拜占庭皇帝曼努埃尔一世于1163年创造这一头衔，并将其授予他的驸马、未来的匈牙利国王贝拉三世（不过其头衔于1169年曼努埃尔一世之子阿历克塞二世出生后被撤销）。专制君主在拜占庭的贵族等级中是仅次于皇帝与共治皇帝的重要头衔。
除拜占庭帝国外，“专制君主”这一头衔还扩散到许多受拜占庭文化影响的国家，如拉丁帝国、保加利亚第二帝国、塞尔维亚帝国、特拉比松帝国等。此外，除了是拜占庭的宫廷头衔外，“专制君主”后来也成为了拜占庭册封的领主头衔或受其文化影響的君主頭銜，相应的领地被称为“专制国”（despotate），如伊庇鲁斯专制国、摩里亚专制国、塞尔维亚专制国。
虽含有“专制”一词，但专制君主与专制主义并无关连，意義類似於西歐的國王、親王或大公。